# Cheetah Cars (Neuseeland)
Cheetah Cars war ein neuseeländischer Hersteller von Automobilen. Das Unternehmen wurde auch Cheetah Kit Cars Limited genannt. Der Firmensitz war in Auckland.

## Unternehmensgeschichte
Das Unternehmen begann 1989 mit der Produktion von Automobilen. Der Markenname lautete Cheetah. 1996 endete die Produktion. Andere Quellen geben den Produktionszeitraum mit 1987 bis 1990 bzw. 1988 bis 1990 an. Insgesamt entstanden neun Fahrzeuge.

## Fahrzeuge
Das einzige Modell war ein Roadster. Er ähnelte dem Jaguar E-Type. Die Basis bildete der Holden Kingswood. Sogar dessen Heckscheibe wurde als Windschutzscheibe verwendet. Die Spurweite war 6 Zoll (etwa 15 cm) breiter als beim Vorbild. Motoren von Holden und V8-Motoren von Ford trieben die Fahrzeuge an.